# Vadillo de la Guareña
Vadillo de la Guareña – gmina w Hiszpanii, w prowincji Zamora, w Kastylii i León, o powierzchni 44,16 km². W 2011 roku gmina liczyła 311 mieszkańców.